# 毕克
毕克（1931年7月21日—2001年3月23日），中国配音员和译制导演。

## 配音生涯
毕克出生在济南，一直喜欢戏剧与电影。1952年考入上海电影制片厂翻译片组（即今上海电影译制厂），开始从事电影译制配音工作，当时只是配各种配角，毕克仍仔细揣摩每一句台词，一丝不苟，如《孤星血泪》中的铁匠，戏很少，却给同事留下了深刻印象。同时大量阅读名著，理论书籍和广泛向其他演员学习，这一阶段为后来的配音生涯打下了良好的基础。
1959年为了给即将召开的第三届文代会献礼，上海电影译制厂翻译制作了民主德国影片《阴谋和爱情》，毕克配男主角斐迪南，让人感到声音明亮，富有魅力，感情细腻，配音切合影片人物感情。因此，他在六七十年代为很多爱情片男主角配音如《琼宫情史》中的西班牙使节，《鸳梦重温》中的失忆者史密斯上校。这一阶段最著名的作品是他在《音乐之声》中的配音冯屈普上校，对唱和台词之间的衔接处理的极为精当，影片公映之后风行全国，至今仍被视为译制片经典之一。
从1970年代末到1980年代初开始，毕克开始新的探索，以突破配音类型化为目标，从配感情细腻的爱情片男主角转变为配正直、坚毅、智慧的角色，如灾难片《卡桑德拉大桥》中镇静勇敢的张伯伦医生和《远山的呼唤》中的田岛耕作。这一时期毕克完成了他对两个角色的经典配音：《尼罗河上的惨案》中比利时大侦探波洛和《追捕》中的检察官杜丘冬人。《尼罗河上的惨案》集中了当时所有的上译配音精英，被成为“译制片的盛宴”。毕克把波洛的慵懒、自负、智慧的性格气质通过自己的声音表现的淋漓尽致，最后长达近三十分钟的近乎波洛独白的案情分析更是被毕克处理的扣人心弦，在严密推理中又透出一点幽默与调侃。在《追捕》中将高仓健冷峻、刚毅的风格充分体现出来，尤其是在天台上与邱岳峰配的堂塔医生的对决更是被人称道。毕克也曾为反面人物配过音，如《金环蚀》中的神谷，《安重根击毙伊藤博文》中的伊藤博文同样取得了很好的效果。
另外，毕克还参与了很多动画片的配音，如《哪吒》中的李靖，《天书奇谭》中的袁公，《国王与小鸟》中的很有哲学意味的鸟等，特别是12集系列木偶彩色动画片《阿凡提的故事》中的阿凡提，他采用一种表面谦卑恭顺而暗藏调侃和讽刺的声音充分表现了阿凡提对地主高利贷者的戏弄。他与另一位配音大师邱岳峰所配的阿凡提与巴依老爷的对手戏更是精彩，“沙子一袋子，金子一屋子”等台词脍炙人口。除了为角色配音，毕克还擅长旁白，如他在《少林寺》、《斯巴达克斯》里均担任旁白，特别是他为《悲惨世界》配的旁白，不仅推进着情节的发展，更完美的再现了原作浓厚而沉重的历史感。
1980年代初开始毕克逐渐也从事译制导演工作，在不影响自己配音工作的同时，和著名配音员、译制导演苏秀合作翻译制作了《远山的呼唤》和《姿三四郎》等电影和电视剧，其中《远山的呼唤》获得文化部1981年优秀外国译制片奖。《姿三四郎》轰动一时。他尽心帮助和辅导青年演员，善于启发演员，爱护演员的情绪，同时又十分的严谨，一丝不苟。著名配音员曹雷曾经回忆在配一个默默抽泣的背影的哭声时，因为不用对口型，她酝酿好感情转过身去大哭，哭到一半被毕克叫停，因为她哭的节奏和屏幕上演员肩膀的抖动频率不同。
1980年代末毕克患上了喉部疾病，这使得他不得不彻底离开了配音这个职业，他最后的作品是为电视剧《围城》配的旁白。高仓健曾希望他为自己的新片《铁道员》配音，毕克也曾试图接受，但严重的疾病让他不得不放弃。疾病恶化后，他已经说不出话，就给年轻演员做口型，做翻译，通过在纸上写字做指导。为了纪念他对配音事业的贡献，毕克逝世后，追悼会上没有演奏哀乐，而是用他在《尼罗河上的惨案》中为波洛配的大段案情分析代替。